# Primer arbitraje de Viena
El Primer arbitraje de Viena fue un acuerdo territorial alcanzado por mediación y presión alemanas entre Hungría y Checoslovaquia en noviembre de 1938. El tratado corrigió la frontera entre Hungría y Checoslovaquia basándose en la distribución «étnica», después de que, tras la Primera Guerra Mundial, se firmase el Tratado de Trianon en 1920, que privó a Hungría de cerca del 70 % de su antiguo territorio y creó una numerosa minoría magiar en Checoslovaquia. Al final de la Segunda Guerra Mundial, se abrogó el tratado y el territorio cedido por el arbitraje a Hungría fue devuelto a Checoslovaquia.
Los cambios territoriales de la posguerra mundial habían incluido la entrega de Rutenia y de territorios con importante población magiar a Checoslovaquia. Mientras que la minoría rutena deseaba en su mayoría permanecer en el nuevo Estado —si bien deseaba reformas autonomistas—, este no era el caso de la mayoría de la población magiar, que prefería la vuelta a Hungría a pesar de la mejora de su situación económica en muchos casos. Hungría, por su parte, centró su política exterior de entreguerras en la recuperación de los territorios perdidos.
La crisis del sistema creado en Versalles a finales de la década de 1930 y, en especial, el enfrentamiento entre Checoslovaquia y Alemania sobre la minoría germana en Checoslovaquia permitió que Budapest albergase esperanzas de lograr el ansiado cambio fronterizo. Su temor a depender excesivamente de Alemania y su debilidad militar frente a los países vecinos, sin embargo, le condujo a tratar de forjar alianzas alternativas con Polonia e Italia para lograr sus objetivos.
Los Acuerdos de Múnich no pusieron fin a las disputas entre Budapest y Praga pero, gracias a la insistencia de Mussolini, el problema de la minoría magiar se incluyó en los anexos y se dispuso que las partes negociasen sin la intervención de potencias durante tres meses. Las conversaciones entre los dos países tuvieron lugar a comienzos de octubre de 1938, pero resultaron un fracaso. Finalmente las dos naciones solicitaron el arbitraje de Italia y Alemania, que contó con la aprobación tácita del Reino Unido y Francia. El trazado firmado en Viena el 2 de noviembre entregó más de 11 000 km² y alrededor de un millón de personas —la mayoría, magiares— a Hungría, aunque esta no logró todas las ciudades que deseaba o el total de Rutenia. El territorio permaneció en manos de Hungría durante toda la guerra pero el arbitraje y sus disposiciones fueron abrogados al final de la Segunda Guerra Mundial; la zona eslovaca volvió a Checoslovaquia y Rutenia se incorporó a la URSS.

## Antecedentes

### La situación de las minorías magiar y rutena en Checoslovaquia
Checoslovaquia surgió como la nación —junto con Yugoslavia— con más minorías de la Europa de entreguerras, una Austria-Hungría en miniatura. De los 13 600 000 habitantes registrados en el censo de 1921, apenas un 50,4 % eran checos y un 15 % eslovacos, mientras que las minorías incluían un 23,4 % de alemanes, un 3,5 % de rutenos y un 5,6 % de húngaros, entre otras. Los rutenos y húngaros se concentraban en Rutenia y en Eslovaquia. Esta última concentraba a 637 000 húngaros y 86 000 rutenos (21,5 % y 2,9 % de la población de la región, respectivamente). En Rutenia habitaban 373 000 (61,2 %) rutenos y 192 000 húngaros (17 %). En las dos regiones, estas minorías habitaban en zonas compactas: los magiares se concentraban en las llanuras del sur, mientras que los rutenos habitaban el terreno más montañoso. A diferencia de otras regiones del país, la inclusión de Eslovaquia en la nueva república surgida tras la Primera Guerra Mundial se debió a razones estratégicas, no históricas o culturales. Rutenia acabó formando parte de Checoslovaquia gracias a la solicitud de emigrantes rutenos en Estados Unidos.
La situación legal de los húngaros en Checoslovaquia era ambigua; el Tratado de Saint-Germain-en-Laye les había concedido la ciudadanía, pero la Constitución de 1920 se la otorgaba solo a aquellos que residían en el nuevo territorio checoslovaco desde 1910. Esta limitación causó la marcha de entre 56 000 y 106 000 magiares a Hungría. Además entre 15 000 y 100 000 húngaros quedaron apátridas. Los rutenos, por el contrario, contaban con autonomía territorial teórica dentro del Estado checoslovaco.
Las leyes checoslovacas permitían la educación de las minorías en su propia lengua en ciertas condiciones que hicieron que el 86,4 % de los alumnos húngaros de educación primaria recibiesen clases en su lengua materna, así como el 72 % de los de secundaria; en la república no existía, sin embargo, educación universitaria impartida en magiar. En comparación con la situación anterior a la guerra mundial, no obstante, la percepción húngara sobre la situación educativa era de empeoramiento: el número de escuelas se había reducido en dos tercios, la universidad en húngaro había desaparecido y los títulos obtenidos en universidades húngaras no eran reconocidos en Checoslovaquia. Una proporción apreciable de la minoría magiar respaldó a partidos críticos con la política cultural checoslovaca y todos los partidos magiares del país esperaban un futuro cambio fronterizo que devolviese parte o toda Eslovaquia y Rutenia a Hungría. Los partidos de oposición obtuvieron alrededor de la mitad de los votos de la minoría en las sucesivas elecciones parlamentarias. La elite magiar del periodo austrohúngaro (terratenientes, clero, abogados, funcionarios, maestros y parte de la población judía) se oponía al nuevo Estado y controlaba a menudo la dirección de los partidos magiares en Checoslovaquia. El campesinado, mayoritario entre la minoría y que había mejorado su situación económica en el nuevo Estado, seguía respaldando mayoritariamente también el regreso a Hungría.
Los rutenos, por su parte, aunque a menudo respaldaron también a partidos altigubernamentales, no defendían su separación de Checoslovaquia, sino la reforma del Estado para ampliar su autonomía y la extensión de Rutenia a costa de Eslovaquia. La autonomía teórica no se tradujo en poder real para las Cortes rutenas —que nunca llegaron a reunirse— o para el gobernador del territorio, con nulo poder frente al vicegobernador nombrado por el Gobierno central de Praga. El respaldo a la oposición era en realidad más debido a motivos económicos que políticos. Tras una efímera mejora de los partidos prochecoslovacos a finales de la década de 1929 consecuencia de la mejora de la situación económica, la Gran Depresión llevó a una vuelta de la oposición mayoritaria al Gobierno de Praga.

### Las aspiraciones húngaras

Pérdidas territoriales húngaras según el Tratado de Trianon de 1920. El objetivo principal de la política húngara del periodo de entreguerras fue la recuperación de las fronteras anteriores al tratado.

Hungría había perdido considerables territorios tras la Primera Guerra Mundial en el Tratado de Trianon. Entre los territorios perdidos se contaban los eslovacos y Rutenia, cedidos a Checoslovaquia. El principal objetivo de la política exterior húngara durante el periodo de entreguerras fue la recuperación, total o parcial, de las tierras perdidas tras la derrota en la guerra mundial.
Entre los dirigentes húngaros surgieron dos corrientes para lograr el mismo fin revisionista: aquella favorable a una alianza con Alemania que permitiese utilizar su poderío para lograr la revisión de Trianon y la partidaria de una política exterior más independiente, que abogaba por crear una «tercera Europa», alianza entre Italia, Hungría y Polonia que forzase a los checoslovacos a realizar concesiones, pero sirviese al mismo tiempo de contrapeso a Alemania. En Varsovia y Budapest, el deseo de obtener una frontera común, relegado desde los primeros años la posguerra, resurgió a comienzos de 1938 con la posibilidad de la anexión alemana de Austria como garantía de la independencia de los dos países frente a Alemania.
Con el Anschluss y el aumento de la tensión entre Checoslovaquia y Alemania, Budapest trató de utilizar a esta para recuperar territorios en poder de aquella. La Liga Revisionista Húngara se manifestó por primera vez en cinco años el 24 de abril de 1938 para exigir el mismo tratamiento para la minoría húngara en Checoslovaquia que para la alemana. Al mismo tiempo y para evitar la total dependencia de Alemania, el ministro de Asuntos Exteriores húngaro trató de recabar la cooperación de Italia, Yugoslavia, Rumanía y Polonia para lograr sus objetivos. En sus conversaciones con la Pequeña Entente, logró que esta aceptase firmar tratados sobre el respeto a las minorías, renunciase a la fuerza para resolver las disputas entre ambas partes y reconociese el derecho de Hungría a rearmarse, concesiones que se plasmaron en el acuerdo de Bled —que Checoslovaquia no rubricó— del 23 de agosto. Berlín percibió el acuerdo, que rechazaba el uso de la fuerza por parte de Budapest en un momento de gran tensión con Praga, como un gesto de independencia de los húngaros respecto de su política exterior y mostró gran disgusto.
Alemania apremió a los dirigentes húngaros, de visita en Berlín, para que se uniesen a su campaña de presión contra Checoslovaquia. Hitler pretendía invadir el país utilizando como justificación levantamientos de las minorías y deseaba la ayuda de Budapest para conseguir la colaboración de la minoría magiar. La cooperación de Hungría debía permitirle a esta recuperar territorios, aunque los alemanes se mostraron poco precisos sobre cuáles permitiría que se anexionase Budapest. A pesar de la enorme presión germana, los húngaros se negaron a plegarse completamente a sus planes; no descartaron cooperar con Alemania, pero tampoco dieron garantías de que lo harían.
Por otro lado, el Gobierno húngaro continuó con sus intentos de coordinar sus exigencias con las polacas; el Gobierno de Varsovia sugirió que Budapest exigiese un plebiscito en todos los territorios que habían formado parte del reino durante el periodo austrohúngaro, no únicamente la cesión de los territorios con mayoría magiar, que no bastarían para lograr la ansiada frontera común magiaro-polaca. Las reivindicaciones polaco-húngaras contaron con el apoyo italiano.

## La crisis de Múnich

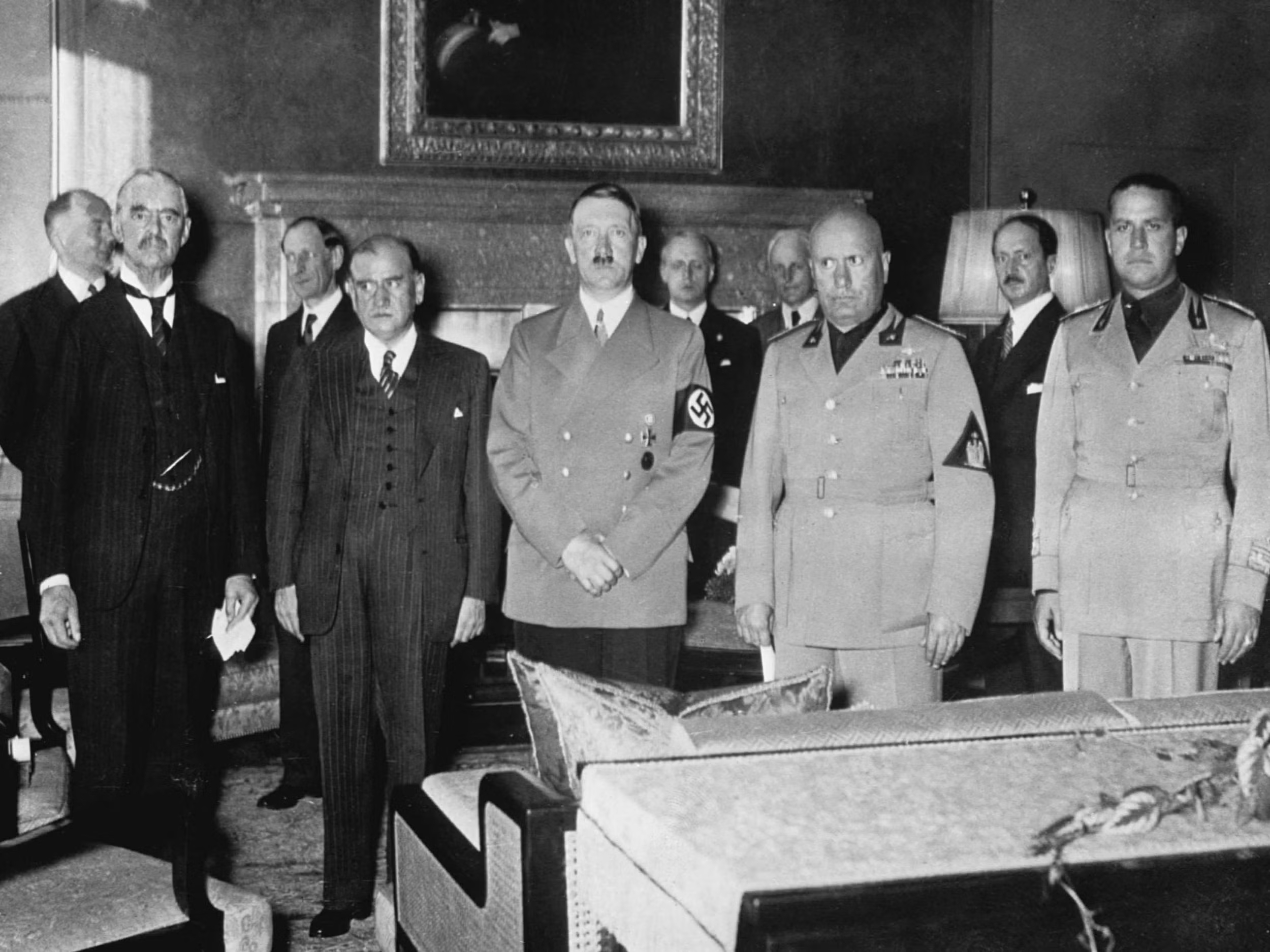
Los firmantes del Acuerdo de Múnich: Neville Chamberlain, Edouard Daladier, Adolfo Hitler y Benito Mussolini. El acuerdo no resolvió las tensiones de las minorías no alemanas en Checoslovaquia pero, por insistencia de Mussolini, se incluyeron cláusulas sobre ellas en los anexos que condujeron a conversaciones bilaterales, finalmente fracasadas, entre Praga y Budapest.

La firma del acuerdo de Múnich el 28 de septiembre de 1938 que debía poner fin a las tensiones entre el Gobierno checoslovaco y la minoría alemana tuvo importantes consecuencias para todo el país. A pesar del relativo desinterés del resto de potencias sobre la situación de las minorías no alemanas, Mussolini insistió en su inclusión. Un anexo del acuerdo estipulaba que los problemas de las minorías polaca y húngara debían resolverse entre los tres países afectados en tres meses o volvería a reunirse una conferencia de las cuatro potencias (Alemania, Italia, Francia y el Reino Unido que habían rubricado el pacto de Múnich. Además, la garantía territorial a Checoslovaquia de los firmantes del acuerdo solo entraría en vigor una vez que estas disputas quedasen zanjadas. Las potencias no habían de participar en las negociaciones bilaterales. Hungría, que había sostenido reiteradamente durante el periodo de entreguerras la necesidad de una revisión de las fronteras de posguerra, aprovechó la situación para forzar las negociaciones con el Gobierno checoslovaco, para lo que contó con apoyo italiano. Hitler, por el contrario, parecía favorecer a los checos y eslovacos, convencido de poder manejarlos ya a voluntad y sin interés en reforzar la posición de Hungría. Las autoridades alemanas no consideraban definitivo el acuerdo territorial alcanzado en septiembre en Múnich y a comienzos de octubre ya sopesaban las posibles alternativas políticas para Eslovaquia y Rutenia.
Para evitar un posible enfrentamiento inoportuno entre la Hungría de Miklós Horthy —muy preocupada por perder la oportunidad de recuperar territorios perdidos tras la guerra mundial como había sucedido en Múnich— y la Segunda República Checoslovaca presidida por Emil Hácha, Hitler les aconsejó que llegaran a un acuerdo fronterizo basado en criterios étnicos. Hungría solicitó y obtuvo el respaldo de Hitler para tratar con los checoslovacos el 1 de octubre. A diferencia de Polonia, que obtuvo los territorios deseados tras amenazar con el uso de la fuerza, la mala situación de las fuerzas armadas húngaras favoreció que Budapest optase por la negociación. El Gobierno de Praga, conocedor de la debilidad militar húngara y enfrascado en otras negociaciones, trató de retrasar las conversaciones con Budapest, pero finalmente se avino a ello. Los húngaros habían exigido el 3 de octubre que las negociaciones comenzasen el 6 en la ciudad fronteriza de Komárno; el 5, comenzaron a infiltrar unidades irregulares en territorio checoslovaco para desestabilizar la zona. Tras la creación del Gobierno autónomo eslovaco, el Gobierno central de Praga dejó las negociaciones con los representantes húngaros fundamentalmente en manos de aquel, como informó el ministro de Exteriores Chvalkovský a Hitler el 14 de octubre. Tanto Yugoslavia como Rumanía, aliadas de Checoslovaquia y contrarias a la expansión húngara, advirtieron que rechazarían la cesión a Hungría de territorios con población no magiar.
El 6 de octubre, el Partido Popular Eslovaco se había reunido en la localidad de Žilina y proclamado «representante legítimo de la nación eslovaca»; la moción aprobada hacía hincapié en el derecho a la autodeterminación, la unión de la nación eslovaca y lo que consideraba su territorio y su decisión de combatir junto con las naciones que luchasen contra la «ideología judeo-marxista». La crisis del país hizo que el Gobierno de Praga cediese a las pretensiones de los populares eslovacos y nombrase a su presidente, monseñor Jozef Tiso, primer ministro del nuevo Gobierno regional. El Estado checoslovaco se convirtió en una federación checo-eslovaca. El 8 de noviembre, la región impondría el partido único y la censura de prensa.
Las conversaciones, que se desarrollaron en húngaro ya que ambas partes dominaban el idioma, se extendieron durante todo el mes de octubre, con interrupciones. Comenzaron el 9 de octubre en Komárno y los checoslovacos solo ofrecieron concesiones menores; los húngaros esperaban obtener toda Rutenia y los territorios eslovacos con población magiar. Esto hubiese privado a Eslovaquia de sus principales ciudades, de fértiles territorios y de importantes vías férreas. Los eslovacos solo ofrecían devolver una décima parte de los territorios reivindicados por los húngaros y autonomía para el resto de territorios con mayoría magiar. Los representantes húngaros utilizaron el censo de 1910 para reclamar 14 153 km² y 1 090 000 personas, el 77,9 % de ellas húngaras. Reclamaban doce ciudades y 812 de los 830 pueblos de la zona y contaban con asesoramiento continuo del Instituto de Ciencia Política, a diferencia de la delegación —fundamentalmente eslovaca y encabezada por Tiso— que había recopilado apresuradamente el material para respaldar su postura. La propuesta checoslovaca de ceder 5786 km² y 400 000 habitantes (320 000 de ellos húngaros) no satisfizo a Budapest. Las crecientes concesiones de la delegación checoslovaca, en parte una maniobra para ganar tiempo y obtener respaldo alemán, no fueron suficientes para la parte húngara. Tras cuatro días de tensas conversaciones, las negociaciones se suspendieron. Budapest movilizó parte de sus tropas. Los húngaros rechazaron alrededor de una semana después una nueva propuesta eslovaca, transmitida a Budapest a través de los alemanes y que seguía aproximadamente la división lingüística pero dejaba las principales ciudades de la región en manos checoslovacas.
El Gobierno húngaro se mostró desesperado por obtener ganancias territoriales que poder mostrar a la opinión pública como fruto de la crisis checoslovaca; estaba especialmente interesado en obtener Rutenia para tener una frontera común con Polonia. La situación en Budapest era de extrema tensión a finales de octubre. Tras la ruptura de las conversaciones el Gobierno de Budapest abandonó sus ilusiones de recuperar toda Eslovaquia —pretensión que no apoyaban ni Alemania ni Italia— y pasó a contentarse con la obtención de Rutenia y de las zonas con mayoría magiar. Para lograr este objetivo el Gobierno de Béla Imrédy se mostró dispuesto a fomentar una revuelta mediante el apoyo de elementos separatistas rutenos y la infiltración desde Hungría. La operación, que comenzó el 10 de octubre cuando aún se celebraban negociaciones en Komarno, contó con el respaldo polaco e italiano, pero fracasó ante las medidas checoslovacas, que lograron sellar la frontera y detener a aquellos que la habían cruzado. Budapest trató también de recabar el apoyo diplomático de Roma y Berlín en su disputa con Praga. Contaba ya con el respaldo diplomático, aunque no militar, de Polonia.
Ante el fracaso del plan de levantamiento en Rutenia, Hungría tanteó la posibilidad de solicitar la reunión de las cuatro potencias de Múnich para resolver la situación, pero Francia, el Reino Unido y Alemania se mostraron contrarias. Las negociaciones bilaterales estaban estancadas. Entonces el Gobierno de Budapest decidió pedir el arbitraje de Italia, Alemania y Polonia, decisión que comunicó a los británicos el 25 de octubre. Italia se mostró dispuesta, pero advirtió que ello suponía el abandono de la pretensión húngara de obtener Rutenia, a la que Alemania se oponía firmemente. Al día siguiente, los checoslovacos mostraban su disposición a aceptar el arbitraje de Italia y Alemania. Tras un rechazo inicial, Berlín aceptó mediar el 28 de octubre. Impidió, sin embargo, la participación en el arbitraje de Polonia mediante la exigencia de concesiones polacas en Danzig y el «corredor polaco», que Varsovia rechazó.

## Mediación de las Potencias del Eje

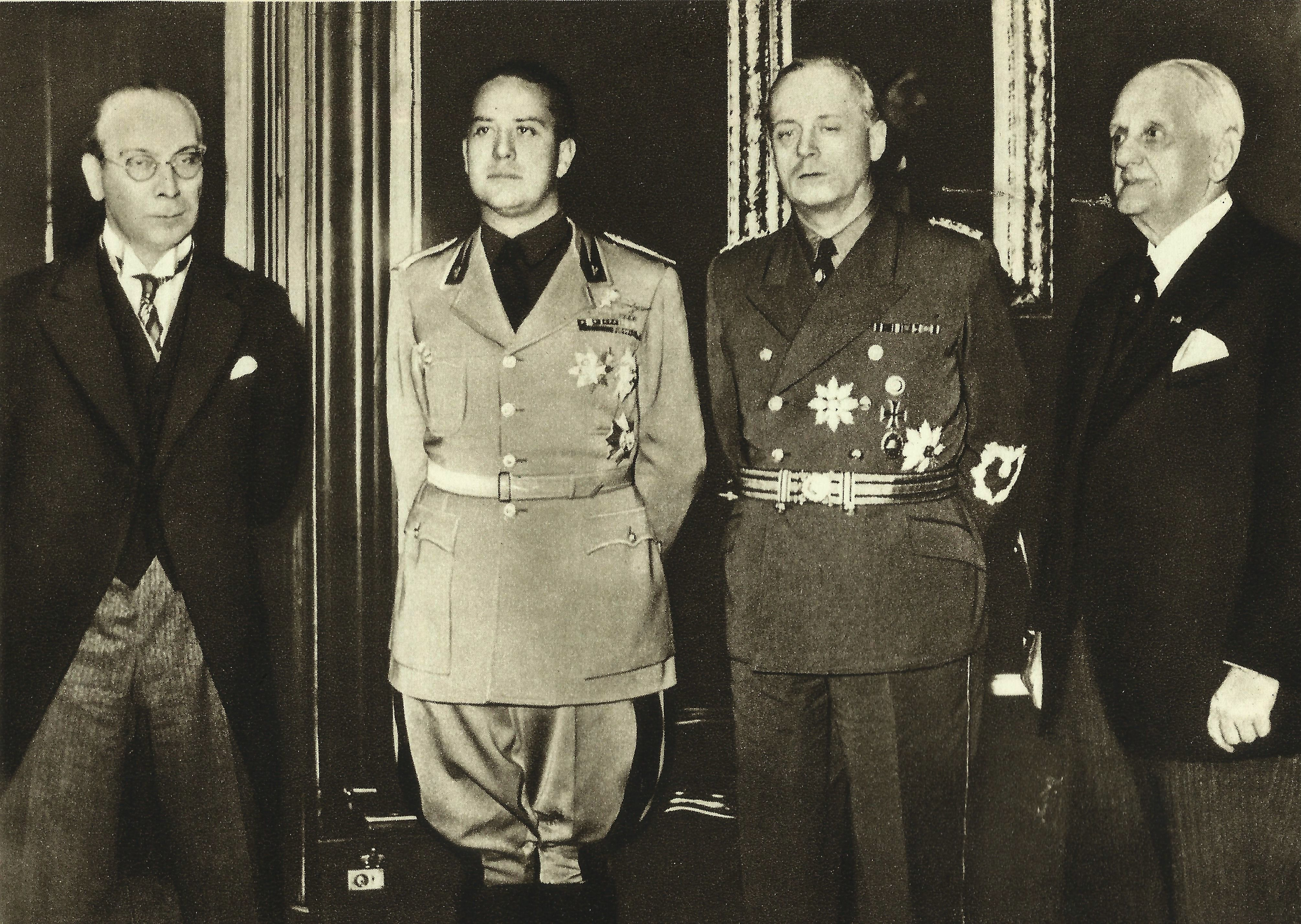
Firmantes del arbitraje. De izquierda a derecha: František Chvalkovský (Checoslovaquia), Galeazzo Ciano (Italia), Joachim von Ribbentrop (Alemania) y Kálmán Kánya (Hungría).

Los días siguientes a la solicitud de las partes, Ciano y Ribbentrop trataron de trazar una modificación fronteriza; el primero respaldó sin reservas las aspiraciones magiares, mientras el segundo trató de reducir las cesiones en Eslovaquia y Rutenia. Las potencias occidentales no pusieron reparo. Italia y Alemania habían aceptado formalmente el 30 de octubre realizar el arbitraje con la condición de que tanto Hungría como Checoslovaquia aceptasen sus conclusiones como inapelables. Hungría no exigió la anexión de Rutenia, pero informó a Italia de su intención de continuar sus acciones para absorber la región.

Territorios entregado por Checoslovaquia a Hungría en virtud del primer arbitraje de Viena de noviembre de 1938.

El compromiso alcanzado el 2 de noviembre de 1938 en el Palacio Belvedere de Viena gracias a los ministros de Asuntos Exteriores alemán, Ribbentrop, e italiano, Ciano, definía una nueva frontera más ajustada a los límites «étnicos» que la antigua fijada en el Tratado de Trianon, aunque Ciano consiguió aumentar ligeramente el territorio asignado a Hungría. Según las cláusulas del arbitraje, los territorios debían cambiar de manos entre el 3 y el 10 de noviembre.
Checoslovaquia cedía 11 927 km² y 1 081 247 habitantes de los que cerca del 57 % eran húngaros —el 84 % según los cálculos húngaros— y el resto mayoritariamente eslovacos y rutenos, con pequeños grupos de checos, alemanes y judíos. La cesión incluía las ciudades de Mukachevo, Košice (con unos 70 000 habitantes) y Úzhgorod (27 000). La gran mayoría de los miembros de la minoría magiar en Checoslovaquia volvían a pertenecer a Hungría. Solo unos 66 000 quedaban dentro de las nuevas fronteras checoslovacas. Las concesiones supusieron un aumento territorial del 13 % y de población del 11,7 % para Hungría.
Esta, sin embargo, no veía satisfecha la aspiración de obtener Bratislava y Nitra ni la de apoderarse completamente de Rutenia. Esta vio establecida finalmente su autonomía, primero con unas Cortes dominadas brevemente por personajes favorables a la unión de la región a Hungría, pero pronto por otras con una orientación más ucraniana. Los cambios fronterizos hicieron que la región perdiese sus dos ciudades principales, Úzhgorod y Mukachevo y que aumentase la proporción de rutenos (a partir de entonces, el 76 % de la población). Los responsables políticos rutenos, no obstante, se mostraron dispuestos a mantener la región en Checoslovaquia, que ya era para entonces una república federal.

## Reacción en Hungría

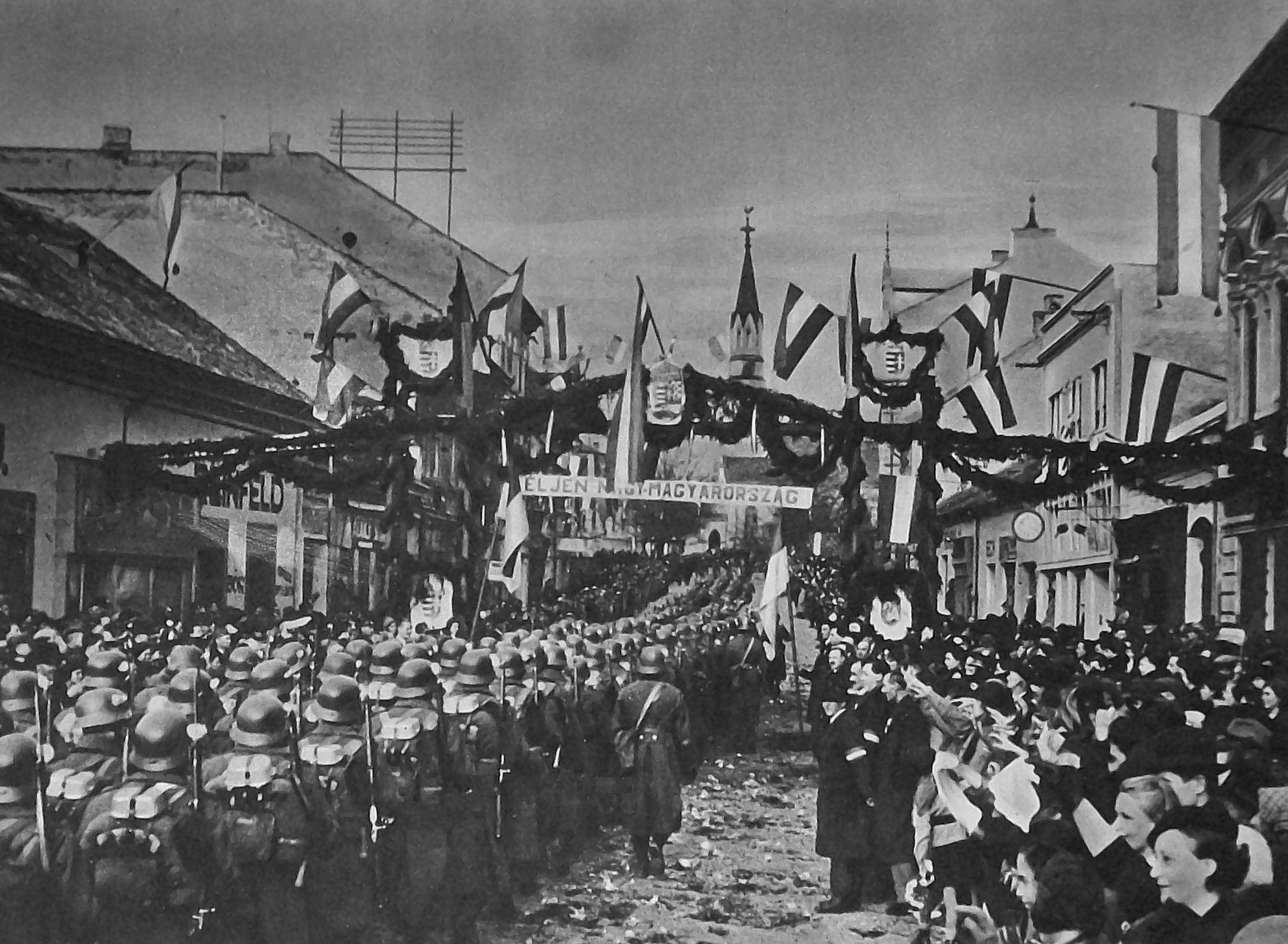
Entrada de tropas húngaras en Lučenec, una de las localidades eslovacas otorgadas por el arbitraje.

Se produjeron grandes celebraciones en Hungría al conocerse el resultado de las negociaciones al ser la primera vez desde el final de la guerra que el país recuperaba parte de su antiguo territorio. El regente entró montado en un caballo blanco en una de las ciudades recuperadas, Kassa (en eslovaco, Košice), junto con el Parlamento en pleno, que se trasladó a la ciudad para celebrar su recuperación. Los territorios obtenidos azuzaron los deseos revisionistas magiares. Estos se veían estorbados, sin embargo, por el peligro de desprestigiar al Eje al intentar modificar un acuerdo que este había realizado y por la aceptación húngara de las fronteras del acuerdo como definitivas.
La estrategia húngara fue similar a la empleada por Hitler contra Checoslovaquia: fomentar la inestabilidad, tachar de inviable la región como autónoma o independiente y finalmente enviar tropas para «restablecer el orden». Estas acciones fracasaron por falta de apoyo del resto de países y por la oposición alemana.

## Consecuencias
Aunque el tratado no devolvió Rutenia a Hungría, pocos meses después Hitler permitió a las tropas húngaras ocupar el territorio. Antes, un plan de ocupación forjado entre Hungría, Polonia e Italia se había abandonado el 21 de noviembre por la decidida oposición alemana. Una milicia local rutena trató de defender la independencia, proclamada a toda prisa el 15 de marzo de 1939, pero resultó derrotada por las unidades húngaras tres días más tarde. El retraso en el permiso alemán, sin embargo, frustró los planes de Polonia y Hungría de tener una frontera común, posible barrera contra el avance germano, y preocupó a Varsovia por la actividad de los nacionalistas ucranianos en la región, que temía que pudiese extenderse a su territorio.
El territorio a lo largo del Danubio entregado a Hungría permaneció dominado por el Gobierno de Budapest entre 1938 y 1945. Las ganancias territoriales conllevaron un acercamiento de Hungría a Alemania e Italia y la realización de ciertas concesiones en los meses siguientes como la aprobación de legislación antisemita, la retirada de la Sociedad de Naciones, el otorgamiento de privilegios para la minoría alemana o la firma del Pacto Antikomintern.
Los cambios fronterizos del arbitraje quedaron anulados tras la guerra mundial. La frontera entre Checoslovaquia y Hungría volvió al trazado de Trianón, salvo por una pequeña corrección favorable a Checoslovaquia en virtud del tratado de paz con Hungría del 10 de febrero de 1947. Checoslovaquia expresó su deseo de expulsar a la minoría húngara de su territorio, pero el Tratado de París de 1947 rechazó esta pretensión. Aquellos húngaros instalados durante la guerra, sin embargo, fueron expulsados (unos treinta y dos mil; otros sesenta mil abandonaron voluntariamente el país). En 1947 y 1948 otros setenta y tres mil fueron intercambiados por otros tantos eslovacos merced a un acuerdo entre los Gobiernos checoslovaco y húngaro. Otros doscientos mil fueron asentados por la fuerza en los Sudetes. Unos cuatrocientos mil miembros de la minoría permanecieron en el sur del país. La mitad de ellos se declararon antiguos eslovacos ante la política de eslovaquización forzosa; el resto quedó privado de la ciudadanía y de sus instituciones culturales. La situación de la minoría mejoró con la toma del poder por los comunistas en 1948, pero solo en 1956 se le otorgó protección como tal.